# Vídeňská medicínsko-chirurgická akademie
Vídeňská medicínsko-chirurgická akademie (lat.: Academia caesarea medico chirurgica Iosephina, Iosephsacademie, německy: medizinisch-chirurgische Josephs-Academie) také Collegium-Medico-Chirurgicum-Josephinum (Josefinum) byla určená pro výcvik vojenských lékařů pro rakouskou armádu.

## Historie
Josefinum byla založena v roce 1784 císařem Josefem II. jako Vojenská chirurgická akademie, která připravovala lékaře a chirurgy pro rakouskou armádu a byla otevřena 7. listopadu 1785. Iniciativa vzešla od osobního lékaře Giovanni Alessandro Brambilla, kterého císař pověřil vedením rakouské vojenské zdravotní služby a který vedl akademii až do roku 1795. V roce 1876 byla povýšena na universitní školu, její absolventi se stali magistry a doktory a mohli vykonávat praxi jak u armády tak i v civilu. Akademie byla několikrát zrušena a znovu obnovena. Definitivně byla zrušena v roce 1874. V současné době je sídlem Institutu, muzea a knihovny dějin medicíny, kde je umístěna sbírka voskových anatomických modelů. Modely byly vyrobeny ve Florencii.

## Architektura
Budova akademie byla postavena v letech 1783–1785 podle projektu Isidora Canevale. Stavba vychází z modelu francouzského městského paláce s čestným dvorem, kde za tradiční fasádou je moderní dispozice. Za centrálním rizalitem je velké schodiště. Architektura budovy je klasicistní s barokními prvky. Josefinum je kulturní památka Rakouska vedená pod číslem 10748.
V letech 1962–1965 byla budova rekonstruována, další renovace proběhne v letech 2019–2021. Na opravu je plánovaná částka jedenáct milionů eur.

## Někteří profesoři na Josefinum
- Ignaz Bischoff von Altenstern (1784–1850), vojenský lékař, patolog
- Giovanni von Brambilla (1728–1800), chirurg a první ředitel Josefinum
- Johann Chiari (1817–1854), gynekolog
- František Chvostek (1835–1884)
- Johann Dreyer von der Iller (1803–1871), oftalmolog
- Josef Engel (1816–1899), patolog
- Karl Heidler von Egeregg (1809–1887), praktický lékař
- Johann von Hubertus (1752–1828), chirurg
- Jan Nepomuk Hunčovský (1752–1798), profesor
- Johann Isfordink von Kostnitz (1776–1841), chirurg, vojenský lékař a od roku 1822 ředitel Josefinum
- Friedrich Jäger von Jaxtthal (1784–1871), oftalmolog
- František Piťha (1810–1875), chirurg, rektor Karlovy univerzity
- Joseph von Plenck (1735–1807), od roku 1785 profesor chemie a botaniky
- Jan Nepomuk Raimann (1780–1847)
- Johann Schmidt (1759–1809), ab 1795 chirurg a oftalmolog
- Joseph Späth (1823–1896), gynekolog
- Carl Stellwag von Carion (1823–1904), oftalmolog

## Někteří absolventi Josefinum
- Eduard Albert (1841–1900), chirurg a literární překladatel
- František Chvostek (1835–1884), později profesor na Josefinum
- Anton Hayne (1786–1853), chirurg a veterinář
- Johann von Hubertus (1752–1828), později profesor na Josefinum
- Joseph von Kerzl (1841–1919), dlouhodobý osobní lékař císaře Františka Josefa
- Florian Kratschmer von Forstburg (1843–1922), vojenský lékař a hygienik

## Zajímavosti
Josefinum bylo vytištěno na rakouské bankovce 50 rakouských šilinků dne 19. října 1987.